# Paraliparis bathybius
Paraliparis bathybius és una espècie de peix pertanyent a la família dels lipàrids.

## Descripció
- Fa 25,3 cm de llargària màxima.[6][7]

## Alimentació
Menja amfípodes pelàgics, gastròpodes bentònics i Mysida.

## Depredadors
A Noruega és depredat per Lycodes frigidus.

## Hàbitat
És un peix marí i batidemersal que viu entre 20 i 4.009 m de fondària (normalment, entre 1.000 i 1.850).

## Distribució geogràfica
Es troba al Canadà, les illes Fèroe, Groenlàndia, Islàndia, Irlanda i Noruega.

## Observacions
És inofensiu per als humans.